# Pretvorba mjernih jedinica
Pretvorba mjernih jedinica na SI osnovne jedinice. 
| Duljina                   | Duljina | Duljina               | Duljina     |
| Jedinica                  | Simbol  | SI ekvivalent         | SI jedinica |
| ------------------------- | ------- | --------------------- | ----------- |
| ångstrom                  | Å       | 0,1                   | nm          |
| astronomska jedinica (au) | a. u.   | 149597870,691 ± 0,030 | km          |
| Bohrov radijus            | a0      | 5,29177·10−11         | m           |
| fermi                     | fm      | 1                     | fm          |
| jard                      | yd      | 0,914                 | m           |
| mikron                    | μ       | 1                     | μm          |
| milja                     | -       | 1,609                 | km          |
| nautička milja            | -       | 1,852                 | km          |
| palac                     | in      | 2,54                  | cm          |
| parsek                    | pc      | 30857                 | Tm          |
| stopa                     | ft      | 0,3048                | m           |
| svjetlosna godina         | ly      | 9,461·1015            | m           |

| Površina           | Površina | Površina      | Površina    |
| Jedinica           | Simbol   | SI ekvivalent | SI jedinica |
| ------------------ | -------- | ------------- | ----------- |
| acre               | -        | 0,405         | ha          |
| ar                 | a        | 100           | m2          |
| barn               | b        | 100           | fm2         |
| hektar             | ha       | 1             | hm2         |
| četvorna milja     | sq mi    | 2,59          | km2         |
| četvorni kilometar | km²      | 106           | m2          |
| četvorni palac     | sq in    | 6,452         | cm2         |

| Obujam                           | Obujam | Obujam        | Obujam      |
| Jedinica                         | Simbol | SI ekvivalent | SI jedinica |
| -------------------------------- | ------ | ------------- | ----------- |
| galon (gallon, am.)              | gal    | 3,785         | dm3         |
| galon (gallon, eng.)             | gal    | 4,546         | dm3         |
| kubična stopa (cubic foot, eng.) | cu ft  | 0,028         | m3          |
| kubični jard (cubic yard, eng.)  | cu yd  | 0,765         | m3          |
| kubični palac (cubic inch, eng.) | cu in  | 16,387        | cm3         |
| litra                            | l      | 1             | dm3         |

| Masa                            | Masa   | Masa          | Masa        |
| Jedinica                        | Simbol | SI ekvivalent | SI jedinica |
| ------------------------------- | ------ | ------------- | ----------- |
| atomska jedinica mase           | u.     | 1,661·10−27   | kg          |
| funta (pound, eng.)             | lb     | 0,454         | kg          |
| karat                           | -      | 0,2           | g           |
| tona                            | t      | 1000          | kg          |
| unča (avoirdupois, ounce, eng.) | oz     | 28,349        | g           |
| unča (troy, ounce, eng.)        | -      | 31,103        | g           |

| Brzina    | Brzina | Brzina        | Brzina      |
| Jedinica  | Simbol | SI ekvivalent | SI jedinica |
| --------- | ------ | ------------- | ----------- |
| palac/min | ipm    | 4,2333·10−4   | m/s         |
| palac/s   | ips    | 2,54·10−2     | m/s         |
| km/h      | km/h   | 2,777778·10−1 | m/s         |
| milja/h   | mph    | 0,44704       | m/s         |

| Energija                  | Energija | Energija       | Energija    |
| Jedinica                  | Simbol   | SI ekvivalent  | SI jedinica |
| ------------------------- | -------- | -------------- | ----------- |
| elektronvolt              | eV       | 1,602176·10−19 | J           |
| rydberg                   | Ry       | 2,179872·10−18 | J           |
| hartree                   | -        | 4,359744·10−18 | J           |
| atomska jedinica energije | au       | 4,359744·10−18 | J           |
| erg                       | erg      | 10−7           | J           |
| kalorija (15 °C)          | cal15 °C | 4,1855         | J           |
| kalorija (termokemijska)  | calth    | 4,184          | J           |
| BTU (termokemijska)       | BTUth    | 1,054350       | kJ          |

## Vanjske poveznice
- Convertworld.com
- UnitJuggler.com
- Calculate.plus Tražilica za konverzije jedinica